# Červotoč chlebový
Červotoč chlebový čili červotoč spížní, Stegobium paniceum (Linnaeus, 1758), je drobný brouk z čeledi Ptinidae a monotypického rodu Stegobium. Dospělý jedinec je hnědý, dlouhý až 3,5 mm, nepřijímá potravu. Za příznivých okolností může brouk mít dvě až tři generace ročně. Jeho larvy žijí v pevných materiálech obsahujících škrob, čímž mohou působit hospodářské škody – ničí potraviny jako těstoviny, suchary a podobně. Prevencí je skladovat tyto potraviny při teplotách pod aspoň 15 °C anebo v uzavřených dózách.